# 希爾施瓦德施泰因山

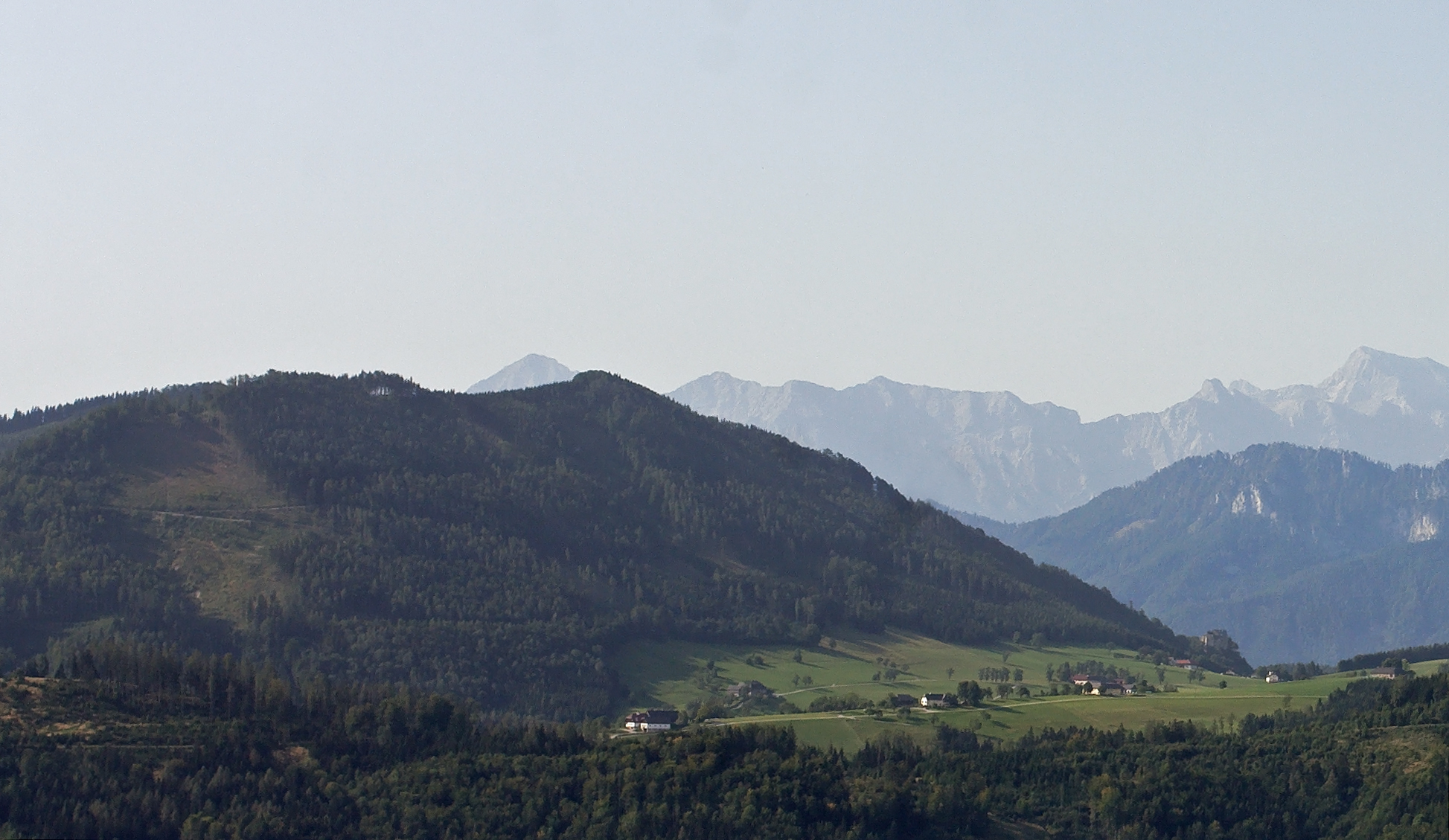

47°53′16″N 14°10′05″E / 47.887899°N 14.168101°E
希爾施瓦德施泰因山（德語：Hirschwaldstein），是奧地利的山峰，位於該國北部，由上奧地利州負責管轄，屬於上奧地利前阿爾卑斯山脈的一部分，海拔高度1,095米，每年平均降雨量1,578毫米。